# شهرستان رژفسکی
شهرستان رژفسکی (به لاتین: Rezhevsky District) یک شهرستان در روسیه است که در استان سوردلوفسک واقع شده‌است.